# Turoyo
Turoyo (Aramees: ܛܘܪܝܐ, Turoyo) (Ṭūr 'Abdiniaans Aramees), of modern Suryoyo (Aramees: ܣܘܪܝܝܐ, Suryoyo) genoemd, is een centrale variant van het neo-Aramees die traditioneel wordt gesproken in de regio Tur Abdin in het zuidoosten van Turkije en in het noordoosten van Syrië. De taal wordt vooral gesproken in de Aramese diaspora, onder Arameeërs. De taal is geclassificeerd als een kwetsbare taal. De meeste sprekers gebruiken het klassiek Syrisch voor literatuur en aanbidding.

## Etymologie
De term Turoyo is afgeleid van het woord ṭuro, dat "berg" betekent. De naam verwijst daarmee naar een specifieke Neo-Aramese taal die wordt gesproken in het bergachtige gebied van Tur Abdin in het zuidoosten van het huidige Turkije. Daarom wordt de taal ook wel Turabdiniaans Aramees genoemd.
Andere, algemenere benamingen voor de taal zijn Suryoyo of Surayt. De meeste sprekers verwijzen in het dagelijks gebruik naar Turoyo eenvoudigweg als Suryoyo.

## Geschiedenis
Het thuisland van Turoyo is de Aramese regio Tur Abdin. Deze regio werd bewoond door Aramese christenen. De Turoyo-sprekende bevolking vóór de Aramese genocide was grotendeels aanhanger van de Syrisch-Orthodoxe Kerk. In 1970 woonden er naar schatting nog 20.000 Turoyo-sprekers in het gebied, maar ze migreerden geleidelijk naar West-Europa en elders in de wereld. De Turoyo-sprekende diaspora wordt nu geschat op 250.000. In de diasporagemeenschappen is Turoyo meestal een tweede taal die wordt aangevuld met meer reguliere talen. De taal wordt door UNESCO als bedreigd beschouwd. Tegenwoordig zijn er nog maar honderden sprekers in Tur Abdin. Turoyo is geëvolueerd uit de Aramese spreektaalvariëteiten die al meer dan duizend jaar in Tur Abdin en de omliggende vlakte worden gesproken sinds de eerste introductie van Aramees in de regio. Het is sterk beïnvloed door Klassiek Syrisch, dat zelf de variant was van het Oostelijk Midden-Aramees dat verder naar het westen werd gesproken, in de stad Urhoy (Edessa), tegenwoordig bekend als Urfa. Vanwege de nabijheid van Tur Abdin tot Edessa, en de nabijheid van hun moedertalen, betekende dit dat Turoyo een grotere gelijkenis vertoont met Klassiek Syrisch dan Noordoost-Neo-Aramese varianten.

## Dialecten
Alle Turoyo dialecten zijn onderling verstaanbaar. Het grootste verschil zit in het dialect van Midyat (Midyoyo) met de rest van de sprekers. Kleine verschillen zijn verder te vinden in het dialect van Beth Kustan (Kusnoyo) en de Turo D' Izlo regio (Izloyo).

## Alfabet
Turoyo wordt in Syrische (Serto) karakters geschreven. Het alfabet wordt van rechts naar links geschreven. Vanuit de diaspora hebben verschillende Arameeërs het initiatief genomen om Turoyo in het Latijnse alfabet te schrijven. Echter is Turoyo tot op heden niet gestandaardiseerd. Er is geen vaste manier van schrijven in het Latijnse alfabet. Hoewel Turoyo in Syrische (Serto) karakters wordt geschreven wordt online gebruik gemaakt van Estrangelo. 